# Micromonodes marita
Micromonodes marita là một loài bướm đêm trong họ Noctuidae.